# Irrationnel (série télévisée)
Pour les articles homonymes, voir Irrationnel.
Irrationel (The Irrational) est une série télévisée américaine en 29 épisodes de 42 minutes créée par Arika Mittman, diffusée entre le 25 septembre 2023 et le 25 mars 2025 sur le réseau NBC et en simultané sur le réseau Citytv au Canada.
Elle s'inspire librement de la vie de Dan Ariely, économiste comportemental et professeur à l'Université Duke, ainsi que de son livre non fictionnel publié en 2008, C'est (vraiment?) moi qui décide : Les raisons cachées de nos choix.
Au Québec, elle est diffusée depuis le 7 août 2024 sur Addik. Elle reste inédite dans les autres pays francophones.

## Synopsis
Le professeur Alec Mercer est un spécialiste en psychologie comportementale, passionné par l’irrationalité humaine. Il met en évidence l’influence des biais inconscients et des émotions sur la prise de décision, souvent en contradiction avec la logique rationnelle. Tout au long de la série, il utilise ses connaissances sur la nature humaine pour aider la police et le FBI à résoudre des enquêtes complexes impliquant des meurtres, des accidents et des enlèvements.

## Distribution

### Acteurs principaux
- Jesse L. Martin : Professeur Alec Mercer, expert en science du comportement
- Maahra Hill : Agent spécial du FBI Marisa Clark, ex-femme d'Alec
- Arash DeMaxi : Rizwan Asadi, assistant de recherche d'Alec
- Molly Kunz : Phoebe Duncan, étudiante et assistante de recherche.
- Travina Springer : Kylie Mercer, petite sœur d'Alec et cyber analyste au FBI

### Acteurs récurrents
- Brian King : Agent Spécial du FBI Jace Richards, petit ami de Marisa (saison 1).
- Karen David : Rose Dinshaw, experte en gestion de crise et compagne d'Alec (saison 1 à aujourd’hui).
- Ben Cotton : Wes Banning, criminel condamné pour l'attentat à la bombe ayant blessé Alec (saison 1).
- Max Lloyd-Jones : Simon Wylton, nouvel assistant de recherche remplaçant Phoebe et fils du doyen de l'Institut Wylton (depuis la saison 2).

## Production

### Développement
En novembre 2021, NBC a annoncé avoir accordé un engagement de "pilot" pour The Irrational, avec Arika Mittman en tant que scénariste et productrice exécutive de la série et il en va de même pour Mark Goffman, Samuel Baum, David Frankel et Dan Ariely. En avril 2022, il a été annoncé que Jesse L. Martin incarnerait le personnage principal, Alec Mercer, tout en étant également producteur du pilote. Il a également été révélé qu'Arika Mittman écrirait la série, avec Dan Ariely en tant que consultant. Le personnage d'Alec Mercer fait écho à Dan Ariely dans la réalité, qui lui aussi conseille les gouvernements et entreprises en appliquant la science comportementale à des problématiques sociétales telles que l’élaboration de politiques publiques, la prise de décisions en matière de santé ou encore la lutte contre la fraude. Par ailleurs, l’histoire personnelle de Mercer, marquée par une blessure qui l’a laissé physiquement marqué, fait écho à celle d’Ariely, qui a lui-même subi de graves brûlures après une explosion, un événement qui a éveillé son intérêt pour les dimensions psychologiques et émotionnelles de la douleur et du comportement humain.
En mai 2022, il a été annoncé que Maahra Hill rejoindrait le casting dans un rôle principal aux côtés de Martin. En juin 2022, Travina Springer, Molly Kunz et Arash DeMaxi ont rejoint la distribution. En septembre 2022, NBC a mis en place une mini-salle d'écriture pour développer quelques scripts supplémentaires en complément du pilote, qui avait été bien accueilli. En octobre 2022, NBC a prolongé les options sur le casting, initialement prévues pour expirer en octobre, jusqu'en décembre de la même année. En décembre 2022, NBC a commandé le pilote et a validé sa production en série. À cette occasion, il a été révélé que David Frankel en serait le réalisateur et occuperait également le rôle de producteur exécutif aux côtés de Mittman, Mark Goffman et Samuel Baum. En juin 2023, Brian King a rejoint le casting dans un rôle récurrent. Le 17 novembre 2023, NBC a commandé un épisode supplémentaire pour la série, portant le nombre total d’épisodes de la première saison à onze.
Le 29 novembre 2023, NBC renouvelle la série pour une deuxième saison.
Le 9 mai 2025, la série est annulée.

### Tournage
Le tournage du pilote a eu lieu de fin mai à début juin 2022 à Vancouver, au Canada, qui a servi de substitut à Washington DC. Après le tournage de sept épisodes, la production a été interrompue en raison de la Grève de la Writers Guild of America de 2023 et de la Grève SAG-AFTRA 2023. Le tournage de la deuxième saison a commencé le 11 mars 2024 et s'est terminé le 2 novembre 2024.

### Fiche technique
- Titre original : The Irrational
- Titre francophone : Irrationnel
- Création : Arika Mittman, d'après le roman de Dan Ariely, C'est (vraiment?) moi qui décide : Les raisons cachées de nos choix
- Décors : Bradley Lang
- Costumes : Tracey Boulton et Kate Main
- Musique : Danny Lux
- Casting : Kim Coleman
- Société de distribution : NBC
- Pays d'origine :  États-Unis
- Langue originale : anglais
- Format : couleur - 1,78:1 - son Dolby Digital
- Genre : dramatique, thriller, psychologique, suspense, policier
- Durée : 42 minutes
- Classification
  - France : Interdit aux moins de 12 ans

## Épisodes

### Vue générale
| Saison | Épisode | Diffusion originale sur NBC | Diffusion originale sur NBC |
| Saison | Épisode | Première diffusion          | Dernière diffusion          |
| ------ | ------- | --------------------------- | --------------------------- |
| 1      | 11      | 25 septembre 2023           | 19 février 2024             |
| 2      | 18      | 8 octobre 2024              | 25 mars 2025                |

## Réception critique
Les réceptions furent relativement mitigé et ne convainc pas les critiques françaises ni américaines, qui regrettent un manque d’originalité. La série est jugée comme banale en reprenant un style déjà très exploité.
| IMDB               | Metacritic        | Rotten Tomatoes   | Allociné         |
| ------------------ | ----------------- | ----------------- | ---------------- |
| 7/10 (5 900 notes) | 7,4/10 (17 notes) | 47/100 (17 notes) | 3,7/5 (61 notes) |